# Spiranthes aestivalis
Espèce
Statut CITES
Spiranthes aestivalis, la spiranthe d'été, est une espèce de plantes à fleurs de la famille des Orchidaceae. C'est une plante herbacée vivace originaire de l'Ancien Monde (Europe, Asie, Afrique du Nord).

## Description
C'est une plante grêle, haute de 15-20 cm, entièrement verte, aux feuilles très allongées, aux petites fleurs disposées en 3 spirales, possédant un rhizome horizontal portant 2 pseudobulbes.

## Caractéristiques
Organes reproducteurs :
- Type d'inflorescence : épi simple
- Répartition des sexes : hermaphrodite
- Type de pollinisation : entomogame

Sa floraison a lieu de juin à juillet.
Graine :
- Type de fruit : capsule
- Mode de dissémination : anémochore

## Répartition
Europe méridionale et sud-centrale, Asie mineure, Afrique du Nord ; toute la France, sauf les régions du nord où elle est considérée en voie de disparition. Elle aurait disparu de Belgique (Campine) depuis 1981.